# Окулова
Оку́лова (рос. Окулова) — присілок у складі Юргамиського району Курганської області, Росія. Входить до складу Кислянської сільської ради.
Населення — 87 осіб (2010, 94 у 2002).